# Gobulus myersi
Gobulus myersi es una especie de peces de la familia de los Gobiidae en el orden de los Perciformes.

## Morfología
Los machos pueden llegar a alcanzar los 15 cm de longitud total.

## Hábitat
Es un pez de Mar, de clima tropical y asociado a los arrecifes de coral que vive hasta los 50 metros  de profundidad.

## Distribución geográfica
Se encuentra en el Atlántico occidental: desde el sur de Florida (los Estados Unidos) y Bahamas el estado de Río de Janeiro ( Brasil ).

## Observaciones
Es inofensivo para los humanos. 